# Erik Schiødte
Erik Schiødte (født 26. august 1849 på Christianshavn, død 9. december 1909 i København) var en dansk arkitekt, forfatter og kunstanmelder.

## Uddannelse
Erik Schiødte var søn af museumsinspektør, senere professor J.C. Schiødte og Fylla (Maria) Hellmann. Han tog artium ved Metropolitanskolen 1867, tog filosofikum 1868, blev dimitteret fra C.V. Nielsens Tegneskole, blev optaget på Kunstakademiet januar 1869 og fik Akademiets afgangsbevis december 1875. Han var desuden elev af Hans J. Holm og var konduktør hos H.S. Sibbern ved opførelsen af kirken i Silkeborg 1875-1877.

## Rejser
Han foretog 1882 en rejse til Tyskland og Italien og 1889 til Paris og besøgte senere på mindre studierejser Berlin, Oslo, Stockholm, Helsinki og Skt. Petersborg. Under sin senere virksomhed for Kultusministeriet og for Nationalmuseet foretog han en række mindre rejser, bl.a. til Færøerne (Kirkebø ruin) og til Bornholm (restaureringen af Bodils Kirke, hvor han opførte en tilbygning i bindingsværk efter motiver fra kirkens gamle klokketårn). Han modtog Akademiets stipendium 1904 og var derefter på rejse i Tyskland og Italien.

## Tillidshverv
Schiødte var medlem af Bestyrelsen for Københavns frivillige Redningskorps (efter branden på Christiansborg 1884), medstifter af Akademisk Arkitektforening, medarbejder ved Nationalmuseet ved tegning og opmåling af forhistoriske og middelalderlige kirkelige monumenter samt enkelte verdslige som Nyborg Slot fra 1876, medredaktør ved H.B. Storcks tegninger af ældre nordisk arkitektur 1887-1893 og medlem af Censurkomiteen ved Charlottenborg 1896. Han blev titulær professor 1902.

## Karriere
Han har opført adskillige privathuse både i København og rundt om i provinsbyerne (Thisted, Holbæk); i hovedstaden kan særlig nævnes murermester Lichts villa på Philippavej 5 og huset nr. 22 i Linnésgade, hvor han anvendte majolika til facadens udsmykning, samt Barnekowshuset i City (1900) og Journalistforeningens Stiftelse (1901). Som Arbejder af mere fremtrædende Karakter kunne nævnes fiskeribygningen til Udstillingen 1888 (nu brændt) og en række bygninger i Københavns Frihavn (1894), navnlig Kontorbygningen, Toldbygningen og skibsprovianteringsboderne. I disse Bygninger har han ligesom i Lichts Villa med kunstnerisk smag og forståelse overført murstensmotiver fra vore gamle herregårde på moderne opgaver. Desuden har han udfoldet en ret omfattende virksomhed i kunstindustriel (møbler) og dekorativ retning. Endelig har han været en frugtbar forfatter af bidrag til tidsskrifter og blade. Også i sin litterære virksomhed har han på besindig måde fulgt med, hvad der fremkom af nyt i kunstnerisk retning, og bidraget til den rette værdsættelse deraf.

## Skribentvirksomhed
Schiødte skrev bl.a. biografiske artikler om kunstnere og arkitekter i Dansk biografisk Lexikon, 1. udgave 1887-1905, ved C.F. Bricka , der er benyttet som væsentlige kilder til artikler i nærværende danske Wikipedia..

## Udstillinger
Schiødte udstillede på Charlottenborg Forårsudstilling 1883-94, Den Nordiske Industri-, Landbrugs- og Kunstudstilling i Kjøbenhavn 1888, Verdensudstillingen i Paris 1900, Rådhusudstillingen 1901 og Kunstnernes Efterårsudstilling 1904.

## Privat
Han blev gift 15. november 1906 i København med Kaja Antoinette Schmidt (1. februar 1878 i København - ?), datter af grosserer Vilhelm Ludvig Schmidt og Henriette Cathrine Gulstad. Hans urne findes på Bispebjerg Kirkegård.

## Værker
- Strandvejen 251 (1882) og 253 (1883)
- Linnésgade 22 og Filippavej 5 (begge 1885)
- Fiskeriudstillingsbygningen på Den Nordiske Industri-, Landbrugs- og Kunstudstilling i Kjøbenhavn 1888
- Opmåling af Domkirkeruinerne i Kirkebø på Færøerne (1889, sammen med H.N. Fussing)
- Bygninger i Københavns Frihavn (Toldbygningen ved Søndre Frihavnsindkørsel (fredet), Administrationsbygningen, Vagtbygning, Proviantboderne og Funktionærbolig) (1891-98, sammen med Christian Jensen)
- Karréer, Brobergsgade 7-11, Andreas Bjørnsgade 2-28, Bodenhoffs Plads 8-10, Burmeistersgade 1-27 (1900-01, sammen med Rogert Møller)
- Barnekowhus, Kristen Bernikows Gade 4 (1901)
- Journalisternes Hus, Dronning Olgas Vej 57, Frederiksberg (1902, sammen med C. Ditlefsen)
- Villa Sundøre for grosserer C.A.T. Herbst, Rungsted Strandvej 145, Rungsted (1903, opdelt i ejerlejligheder)

### Restaureringer
- Mølleporten i Stege (1895-96)

### Dekorative arbejder
- Det Cappelen'ske Familiegravsted på Assistens Kirkegård (1897, sammen med Christian Jensen)
- Restaurant Schucani & à Porta, Købmagergade 18 (1898, senere nedlagt)
- Sokkel til P.S. Krøyers buste af Sophus Schandorph i Østre Anlæg (1904).
- Keramik (lertøj for Københavns Lervarefabrik), møbler, bl.a. inventaret til det daværende Kunstindustrimuseum af Vilhelm Klein (1895).
- Klaverdesign – instrument bygget af Søren Jensens Pianofabrik 1893 – klaveret var med på Særudstilling over Søren Jensens produktion i 1918 i Københavns rådhus. Hvor klaveret er i dag vides ikke.

## Litterære arbejder
- Gamle københavnske Huse og Gaarde (1894-95, sammen med Alfred Larsen)
- Medarbejder ved Kunst 1899-1905
- Talrige artikler, bl.a. i Architekten, Dannebrog og Salmonsens Konversationsleksikons 1. udgave samt Dansk Biografisk Leksikons 1. udgave.